# Bariq
Bariq (în arabă بارق, internațional Bareq, inclusiv Barik) este un oraș în provincia 'Asir din Arabia Saudită. Este situat la o altitudine de 389 metri deasupra nivelului mării.

## Populație
- 1800 — 30,000 (estimativ).
- 1916 — 50.000 (estimativ)[3]
- 1970 — 50.000 (estimativ).[4]
- 1974 — 50.000.[5]
- 2010 — 50,113.[6]